# Seisenburg

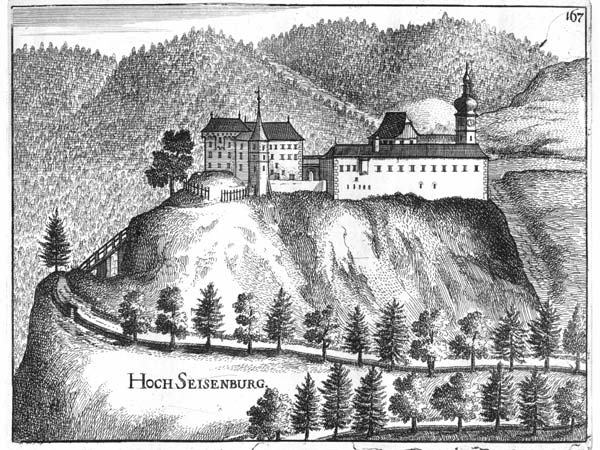
Die Seisenburg im 17. Jahrhundert

Die Seisenburg, auch Hochseisenburg genannt, ist eine Schlossruine in Oberösterreich und liegt in der Gemeinde Pettenbach im Bezirk Kirchdorf. Das Schloss wurde im 17. Jahrhundert unterhalb der im 15. Jahrhundert abgegangenen Altseisenburg im Renaissancestil erbaut.

## Geschichte
Die Seisenburg wird erstmals 1126 als Besitz Heinrichs von Polheim erwähnt, der sie 1120 von den Markgrafen aus Seyr als Pfand erhalten hatte. Im Jahr 1278 besaß Philipp von Polheim die Anlage, 1329 waren die Brüder Wernher sowie Gottfried und Heimbert von Polheim die Inhaber. Am 19. Februar 1329 verkauften die Polheim-Brüder ein Viertel des Hauses an den Landrichter Eberhard V. von Walsee. Ein zweites Viertel verblieb in ihrem Besitz, während die restliche Hälfte der Seisenburg an Albert von Volkensdorfer kam. Kurz darauf bekam Volkensdorf auch die beiden anderen Viertel.
Ab dem 7. April 1334 war die Seisenburg fast das gesamte weitere Mittelalter hindurch Eigentum der Herzöge von Österreich, die sie jedoch in der Regel weiterverpfändeten, so zum Beispiel 1336 an Dietrich von Harrach zu Linz. Danach kam sie an Jans von Capellen, ehe Herzog Rudolf IV. die Burg 1359 als Pfand an Eberhard von Wallsee gab. In dessen Familie verblieb die Anlage bis 1435. Im darauffolgenden Jahr verpfändete Albrecht V. sie an seinen Verwalter Ulrich Eitzinger von Sitzing. Dessen Pfleger verbaute die Veste im Jahr 1451.
1460 vergab Erzherzog Albrecht VI. die Burg an den kaiserlichen Hauptmann Nabuchodonsor Nankenreuter. Weil er sich aber in der Folgezeit als Raubritter betätigte und seine Nachbarn terrorisierte, wurde die Seisenburg 1468 vom Landeshauptmann Reinprecht V. von Walsee belagert und eingenommen. Dabei wurde sie schwer beschädigt. Das hielt Kaiser Friedrich III. nicht davon ab, den nunmehrigen Burgstall weiterhin als Pfand zu verwenden. 1489 gab er ihn nach dem Tod von Reinprecht V. an Christoph Steinbeck. Auch Maximilian I. verpfändete die Ruine. 1518 gab er sie für ein Darlehen von 2200 Gulden an seinen Kammerdiener Georg Vogl weiter. Dieser verkauft die Burgruine 1520 an Bernhard Kirchberg.
Unter den Herren von Kirchberg sind als Besitzer der Seisenburg Bernhard Kirchberg, verheiratet mit Siguna Purckstallerin, Leonhard Kirchberg der mit Euphrosina Fermbergerin verheiratet war, Wilhelm Kirchberg († 1573), der Neffe des Leonhard Kirchberg, der in erster Ehe mit Anastasia Mämming und in zweiter Ehe mit Eleonore von Schallenberg verheiratet war, Hans Ludwig Kirchberg († 1607), Hans Helmhart Kirchberg, der Sohn des Wilhelm aus erster Ehe, Hans Sigmund Kirchberg, der Sohn des Wilhelm aus zweiter Ehe und Georg Bernhard Kirchberg, der Sohn des Wilhelm aus zweiter Ehe, nachweisbar. Diese gaben die Ruine 1605 an Achaz Fenzl zu Grueb weiter. Schließlich fiel es durch Heirat der Felizitas Fenzl an Gottlieb Engl zu Wagrain. a

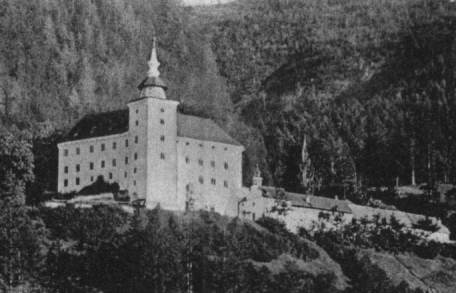
Die Seisenburg um 1900; zu sehen ist ein dreistöckiges Gebäude mit quadratischen Grundriss

Von 1680 bis 1690 war die Seisenburg im Besitz des Sigmund Friedrich Freiherr von Engl. Er ließ zwischen 1682 und 1691 unterhalb der Ruine das neue Schloss Hochseisenburg erbauen und dort eine umfangreiche Bibliothek einrichten. Von Franz Georg Engl wurde die Schlossbibliothek schließlich vergrößert. 1736 erbaute sein Sohn Franz Friedrich Thomas Graf Engl eine Kapelle mit einer Gruft die dem heiligen Rochus geweiht war.
Nach dem Tod von Sigmund Graf Engl am 8. März 1910, dem letzten männlichen Nachkommen seiner Linie, fiel die Seisenburg 1911 an Baron Sigmund von Schneeburg-Hoheneck. Dieser starb am 28. Juli 1932 in Altmünster somit wurde  Graf Sigmund Spiegelfeld-Schneeburg der neue Besitzer der die Burg 1936 verkaufte. Die letzten Besitzer des Schlosses, die es noch im ursprünglichen Zustand bewohnten, war ab 1936 die Familie des Freiherrn von Lederer.
Am 6. Juni 1944 stürzte der Turm des Gebäudes ein, etwa um die gleiche Zeit auch das Dach des Schlosses. In der Folge verfiel das Gebäude weiter, sodass Ende des 20. Jahrhunderts nur noch wenige Mauerreste existierten. 1998 schloss sich eine Gruppe von Männern zusammen, die mit der Genehmigung der Gemeinde, sich für die Erhaltung und Restaurierung der Ruine einsetzen. Zehn Jahre später wurde ein Verein gegründet.

## Architektur

### Anlage

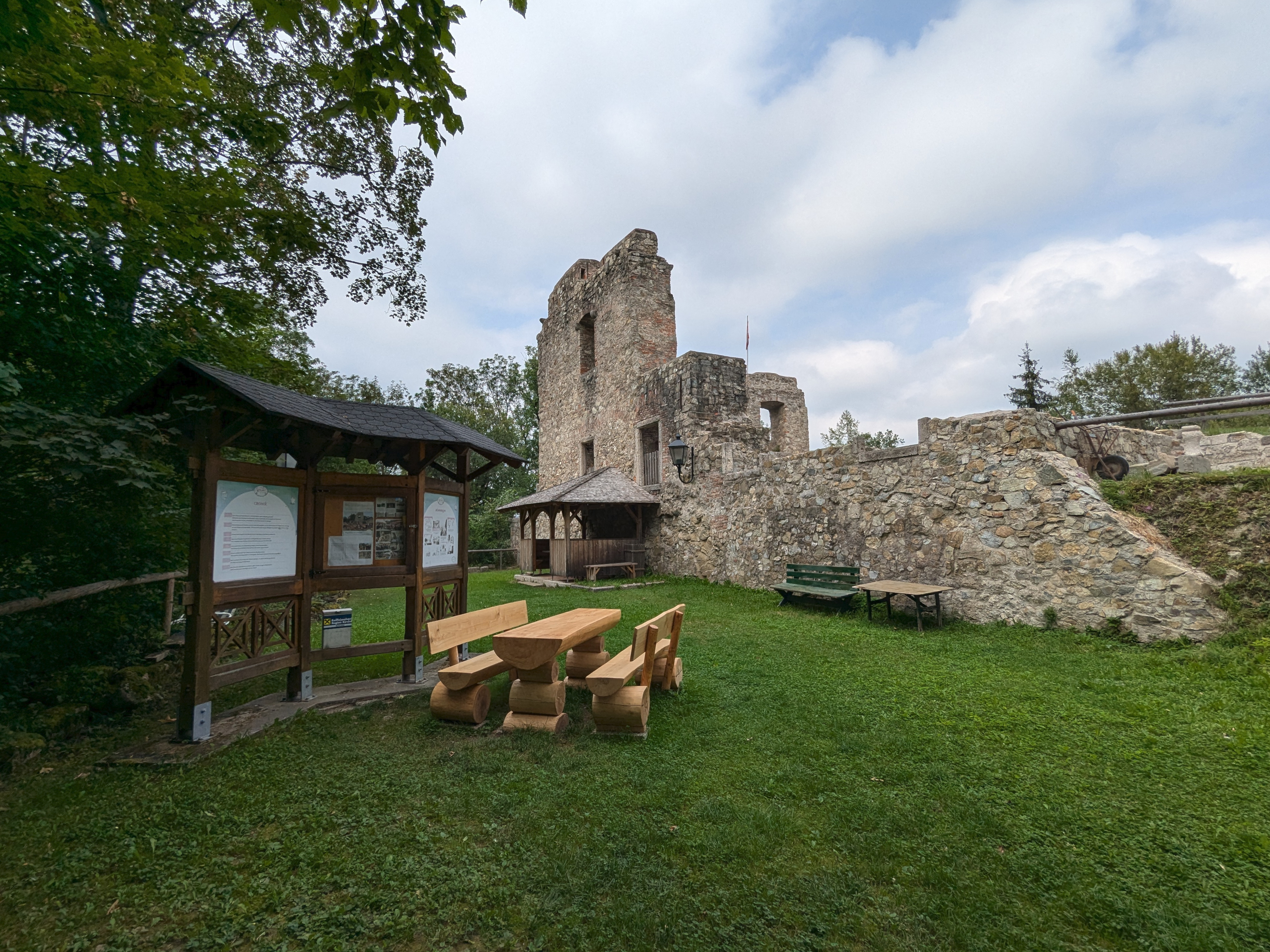
Rastplatz mit Informationstafeln

Um 1329 wurde das Haus Seisenburg urkundlich noch als eine befestigte Wehrburg erwähnt. Zwischen 1609 und 1610 ließ Achaz Fenzl die Veste in ein Renaissanceschloss umbauen. Eine weitere wichtige Vergrößerung fand zwischen 1680 und 1690 unter Sigmund Friedrich Freiherr von Engl statt. Dabei wurde das Schloss vermutlich auf den Resten einer Ringmauer um die alte Burg erbaut. Die Kapelle mit einer Gruft, die sich westlich vom Schloss befand, ließ Franz Friedrich Thomas Graf Engl erbauen. Sie war durch einen geschlossenen Schwingbogen vom Schloss erreichbar.
An der Westseite des Schlosses befand sich weiters ein Gemüsegarten mit einem Sommerhäuschen. Die Kapelle war durch einen geschlossenen Schwingbogen vom Schloss erreichbar. Außerdem gab es ein Wirtschaftsgebäude mit einer bebauten Fläche von über 330 m² sowie ein Verwalter-Forstherr mit einer Gastwirtschaft, dessen Schankkonzession der Herrschaft gehörte, eine Glasveranda und eine Kegelbahn. Zusätzlich wurde ein Burgbrunnhaus mit einer eigenen Wasserleitung erbaut.

### Innenräume

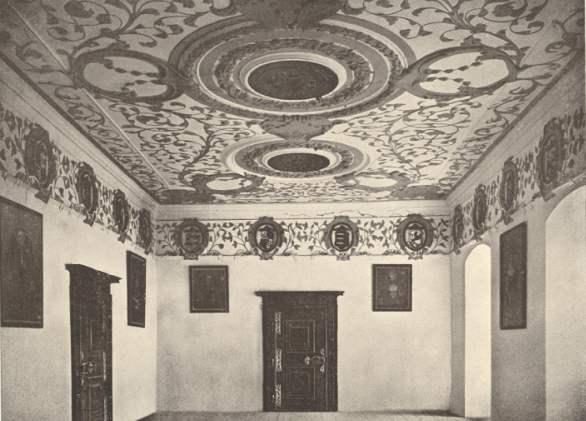
Innenräume der Seisenburg, Aufnahme von 1912

Das Schloss wies zwei Stöcke auf und bestand aus vier Trakten, die einen rechtwinkeligen Säulenhof umschlossen. In diesem Hof  befanden sich ein wappengeschmückter Brunnen und ein quadratischer Turm, der im Nordeck des Schlossbaues stand und durch den die Einfahrtsstraße zum Schloss führte.
Auf der untersten Ebene des Schlosses befand sich eine Rüstkammer, eine veraltete Küche mit vier Nebenräumen, vier kleine Zimmer auf der Nordseite, ein Kammerdienerzimmern, außerdem eine alte und neue Forstkanzlei und ein Dienstbotenzimmer.
Im ersten Stock gab es eine modernere Küche, ein Schlafzimmer, einen groß eingerichteten Salonsaal, ein Schreibzimmer, ein Speisezimmer, das als gelbes Zimmer bezeichnet wurde, die Bibliothek, ein Fremdenzimmern, einen Ehrensaal und das Turmzimmer mit Fernsicht. Alle Zimmer waren groß und die Räume sehr hoch. An der Decke befanden sich teilweise Stuckarbeiten und fast jedes Zimmer war mit einem Kachelofen ausgestattet.
Im zweiten Stock befanden sich vier saalartige Festsäle, die ebenfalls mit prächtigem Stuck  verziert wurden, noch ein Turmzimmer, sechs niedrige, aber große Frauenzimmer, sowie ein Fischerzimmer. Außerdem gab es eine Reihe von Kellerräumen und eine fachgemäß durchgeführte Dachkonstruktion. Außerdem wurde die barocke Innengestaltung von Franz Friedrich Thomas Engl vorgenommen und von seinem Sohn Franz Sigmund Adam beendet. Die von Sigmund Friedrich Freiherr von Engl im Jahre 1684 errichtete Schlossbibliothek erfuhr von Franz Georg Engl eine Erweiterung.
Das Wirtschaftsgebäude enthielt eine Verwalterwohnung mit drei Wohnzimmern und noch einem Zimmer sowie im Parterre ein eingerichtetes Gasthauslokal mit einer Küche und einem Schlafraum. Ein weiteres Ökonomiegebäude enthielt Stallungen, zwei leere Wohnräume und einen Keller. Ebenfalls gab es eine Waschküche und eine Sachküche.

## Schlossarchiv
Im Jahr 1922 versuchte der Archivdirektor I. Zibermayr das Schlossarchiv der Seisenburg zu besichtigen, jedoch verweigerte dies der Besitzer Baron Schneeburg. Er behauptete, dass nur noch Familienakten in dem Archiv aufbewahrt wurden. Ein Förster  vergewisserte jedoch dem Archivdirektor, dass bereits nach dem Krieg alte Möbel, Bücher und auch Archivalien  aus dem Schloss verkauft und weggebracht wurden. Elf Jahre später konnte das Schlossarchiv unter Denkmalschutz gestellt werden, um die noch vorhandenen Archivalien zu schützen. Bereits im September 1933 konnten in der Bibliothek Handschriften, die zum Teil die allgemeine Geschichte, aber auch die Herrschaftsgeschichte der Seisenburg beinhalteten, gefunden werden. Im Turmgebäude befand sich jedoch das eigentliche Herrschaftsarchiv, das in großer Unordnung vorgefunden wurde. Darunter waren Brief- und Abhandlungsprotokolle, aber auch Waisenbücher aus dem 16. bis 18. Jahrhundert.
Am 22. Juni 1934 erklärte sich der Besitzer Graf Spiegelfeld-Schneeburg einverstanden und verkaufte um 300 Schilling die Archivalien des Schlossarchives an das Oberösterreichische Landesarchiv. Eduard Straßmayr führte die Archivalienübernahme im Juli 1934 durch. Gefunden wurden insgesamt 70 Urkunden, 18 Schuber Akten und 120 Handschriften. Aus dem Mittelalter wurde nur noch eine Urkunde gefunden, wobei die anderen aus der Neuzeit stammten. Außerdem wurden einige Streit- und Prozessakten gefunden, die vor allem Wald- und Forstangelegenheiten behandelten. Weiters konnten noch einige Familienakten, die die Urkundereihe um 1520 ergänzten, übernommen werden. Wichtig waren ebenfalls die Kaufbriefsabschriften von 5. Februar 1518 (Kaiser Maximilian verkauft Seisenburg an Georg Vogl), von 10. Oktober 1520 (Vogl verkauft an Achaz Fenzl) und die von 24. August 1605 (Hans Sigmund Kirchberger verkauft an Achaz Fenzl).
Die Handschriften hingegen reichen bis in das Jahr 1605 zurück, in dem die Seisenburg an Achaz Fenzl verkauft wurde. Viele Handschriften behandeln das Forstwesen, da sehr viel Wald zu der Herrschaft Seisenburg gehörte. Brief-, Inventur- und Verhörprotokolle haben ihre Anfänge um 1619, die teilweise mit Lücken bis in das Jahr 1819 reichten. Im Landesgerichtsarchiv sind die Bände zwischen 1820 und 1848 aufzufinden.
Ebenfalls von großer Bedeutung ist das Tagebuch von Stefan Engl zu Wagrain und die Kataloge der Schlossbibliothek aus dem Jahre 1684. Der Umfang des früheren Schlossarchives lässt sich durch ein Archivinventar aus dem 18. Jahrhundert deutlich erkennen, wobei der Archivbestand demnach keine allzu große Bedeutung gehabt haben soll.

## Museum
Im Schrift- und Heimatmuseum in Pettenbach oder auch Bartlhaus genannt, sind ebenfalls Sammlungen von Funden auf der Seisenburg ausgestellt. Alte historische Schriften und Bilder die um 1940 in der damals schon nicht mehr bewohnten Seisenburg gefunden und geborgen wurden, sind als Leihgabe in Vitrinen zu besichtigen.